# Aljos Farjon
Aljos Farjon (1946) is een Nederlands botanicus die is gespecialiseerd in naaktzadigen. Hij woont in Middlesex.
Tussen 1983 en 1993 was Farjon werkzaam bij het herbarium van de Rijksuniversiteit Utrecht. Daarna werkte hij bij de University of Oxford. Tussen 1996 en 2006 had Farjon een betrekking als wetenschappelijk onderzoeker op het gebied van de naaktzadigen bij het herbarium van de Royal Botanic Gardens, Kew, waar hij sinds zijn pensioen in 2006 actief is als honorair onderzoeksmedewerker.
Farjon richt zich in zijn onderzoek op de evolutiebiologie, ecologie en taxonomie van naaktzadigen. Hij heeft met name gepubliceerd over coniferen. Hij is (mede)auteur van tien boeken en van meer dan 120 artikelen in wetenschappelijke tijdschriften , waaronder Novon. Hij participeert in de Flora Mesoamericana, een samenwerkingsproject dat is gericht op het in kaart brengen en beschrijven van de vaatplanten van Meso-Amerika.
Farjon is lid van de Linnean Society of London, de International Association for Plant Taxonomy, de Royal Horticultural Society's Conifer Registration Advisory Committee en de International Dendrology Society. Sinds 1995 is hij de voorzitter van de Conifer Specialist Group van de IUCN. De Stichting Nationale Plantencollectie heeft Farjon ingehuurd voor het verrichten van controle en het geven van advies inzake de collectievorming van coniferen.
In 1997 kregen Farjon en Brian Styles de zilveren Engler Medal van de International Association for Plant Taxonomy voor Pinus (Pinaceae), een publicatie in de publicatiereeks Flora Neotropica. In 2006 onderscheidde de Royal Horticultural Society hem met de Veitch Memorial Medal.

## Selectie van publicaties
- 1984: Pines : Drawings and Descriptions of the Genus Pinus. Leiden: E.J. Brill. ISBN 90 04 07068 0 (2e editie: Brill Academic Publishers (2005), ISBN 9004139168)
- 1990: Pinaceae, Drawings and Descriptions of the Genera Abies, Cedrus, Pseudolarix, Keteleeria, Nothotsuga, Tsuga, Cathaya, Pseudotsuga, Larix and Picea. Regnum Vegetabile, Vol. 121. Köningstein : Koeltz Scientific Books. ISBN 3 87429 298 3
- 1997: Pinus (Pinaceae), Flora Neotropica, Monograph 75 (together with Brian T. Styles). New York : The New York Botanical Garden. ISBN 0 89327 411 9
- 1998: World Checklist and Bibliography of Conifers. Kew Publishing. ISBN 1842460250
- 2005: A Monograph of Cupressaceae and Sciadopitys. Richmond : Royal Botanic Gardens, Kew. ISBN 1842460684
- 2005: A Bibliography of Conifers, 2e editie. Kew Publishing. ISBN 1842461206
- 2008: A Natural History of Conifers. Timber Press. ISBN 9780881928693